# دهستان خمه
خمه، دهستانی است از توابع بخش مرکزی شهرستان الیگودرز در استان لرستان ایران.

## جمعیت
براساس سرشماری سال ۱۳۸۵ جمعیت آن ۴٬۴۴۵ نفر (۸۹۷ خانوار) بوده‌است.